# Anaphyllum
Anaphyllum — род многолетних вечнозелёных травянистых растений семейства Ароидные (Araceae).
Небольшой род, включающий всего два вида.

## Ботаническое описание

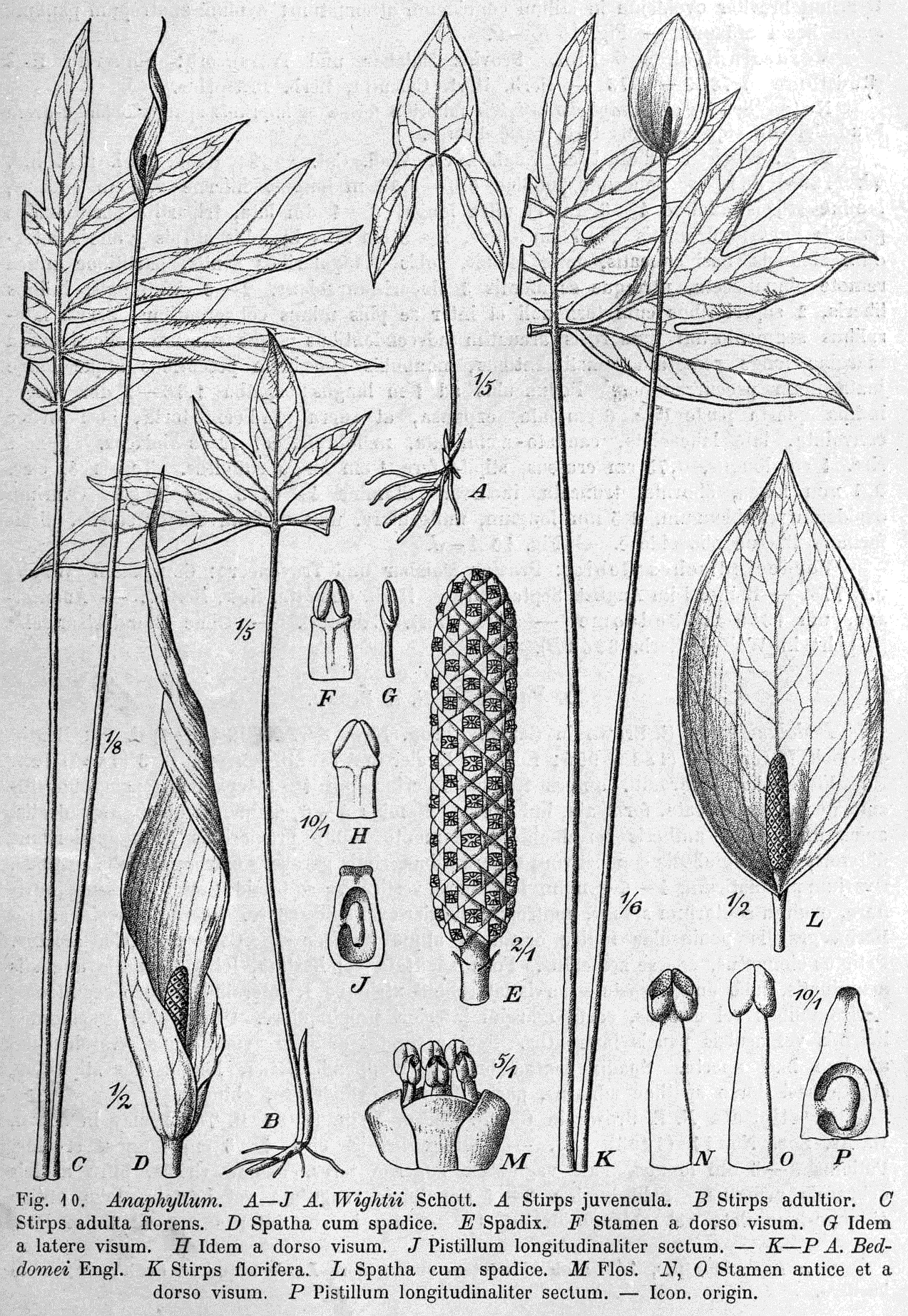
Ботаническая иллюстрация Энглера в книге «Das Pflanzenreich», 1911 год
A—J —
K—P —

Вечнозелёные травы, образующие подушки и заросли, с ползучими корневищами.

### Листья
Листья от одного до немногих. Черешки от гладких до бугорчатых, с верхушечным коленцем, с короткими влагалищами.
Листовая пластинка от стреловидно-копьевидной до перистораздельной у молодого листа, трёхраздельная — у взрослого; нижние листочки отдалены от других, с линейно-ланцетовидными, острыми на вершине лопастями; верхние нисходящие; последующие или линейно-ланцетовидные, или глубокораздельные на три последовательных сегмента. Основные жилки хорошо развиты, первичные боковые жилки окончательных листочков перистые, сливаются в общую краевую жилку; жилки более высокого порядка создают сетчатый узор.

### Соцветия и цветки
Соцветие единичное. Цветоножка очень длинная и тонкая, подобна по цвету и структуре черешкам. Покрывало от чешуевидного до кожистого, опадающее, или сворачивающееся у основания и закручивающееся по спирали и длиннозаострённым на вершине, или продолговато-овальное, более-менее плоское и полностью раскрытое.
Початок немного короче покрывала, цилиндрический, на ножке или сидячий. Цветки двуполые, с околоцветником из 3—4 загнутых внутрь лепестков. Тычинки 3—5, нити довольно широкие; связник тонкий; теки овальные, вскрывающиеся коротким, верхушечным, наподобие поры разрезом. Пыльца эллипсоидная, среднего размера (25—33 мкм). Завязь яйцевидная, одногнёздная; семяпочка одна, полуанатропная; фуникул короткий; плацента париетальная, на единственной перегородке; столбик толстый, слабый; рыльце полуголовчатое, выделяющее капельку нектара во время цветения.

### Плоды
Плоды — яйцевидные, гладкие, красные ягоды.
Семена яйцевидные; фуникул тонкий; теста чешуевидная, гладкая; зародыш крепкий, прямой; эндосперм отсутствует.

## Распространение
Встречается в Южной Индии.
Растёт в тропических вечнозелёных лесах, среди лесной подстилки и на болотах, в подлеске. Растения рода встречаются редко.

## Классификация

### Виды
В роду два вида:
- Anaphyllum beddomei Engl.
- Anaphyllum wightii Schott typus